# Liopholis modesta
Liopholis modesta — вид сцинкоподібних ящірок родини сцинкових (Scincidae). Ендемік Австралії.

## Поширення і екологія
Liopholis modesta мешкають на південному сході Квінсленду та на північному сході Нового Південного Уельсу, на південь до річки Хантер. Окремі популяції мешкають також в північній частині поясу Брігалу та на пагорбах на північ від Рото. Вони живуть в сухих склерофільних лісах і рідколіссях.